# Melanie Horn
Melanie Horn (* 22. September 1990) ist eine deutsche Volleyballspielerin.

## Sportliche Karriere
Melanie Horn spielte bis 2010 beim Schweriner SC und von 2010 bis 2015 beim Kieler TV, bevor sie zur Saison 2015/2016 zum VT Aurubis Hamburg wechselte, der in der ersten Bundesliga spielte. Sie schloss sich 2016 dem Zweitligisten Stralsunder Wildcats an, bei dem sie bis zum Ende der Saison 2017/2018 spielte.

## Privates
Melanie Horn ist gelernte Kindererzieherin.